# Rhinanthus alectorolophus
Espèce
Le Rhinanthe crête de coq ou Rhinanthe velu (Rhinanthus alectorolophus) est une plante herbacée annuelle de la famille des Orobanchacées.

## Biologie
C'est une plante semi-parasite.

## Biotopes
Prairies et pelouses, jusqu'à 2 300 m d'altitude, signalée jusqu'à 2 000 m dans le parc du Mercantour.

## Répartition
Commune surtout en Europe centrale, assez commune en France.

## Étymologie
Rhinanthus, du grec ῥίς - rhis, génitif ῥινός - rhinos, nez, mufle ; et ἄνθος - anthos, fleur : allusion à la forme de la corolle. 
alectorolophus, crête de coq ; du grec ἀλέκτωρ - alektôr, génitif ἀλέκτορος - alektoros, coq ; λόφος - lophos, cou, crête.

## Synonymes
- Rhinanthus major L.
- Rhinanthus major  Ehrh.
- Alectorolophus ellipticus (Hausskn.) Sterneck
- Rhinanthus ellipticus (Hausskn.) Schinz & Thell.
- Rhinanthus facchinii Chabert
- Alectorolophus facchinii (Chabert) Sterneck
- Rhinanthus alectorolophus subsp. facchinii (Chabert) P.Fourn.
- Rhinanthus alectorolophus var. modestus Chabert
- Alectorolophus grandiflorus var. modestus (Chabert) Rouy
- Alectorolophus modestus (Chabert) Sterneck
- Rhinanthus alectorolophus subsp. modestus (Chabert) P.Fourn.
- Rhinanthus hirsutus Lam.
- Alectorolophus hirsutus (Lam.) Sterneck
- Rhinanthus major subsp. hirsutus (Lam.) Celak.
- Alectorolophus kerneri Sterneck
- Rhinanthus alectorolophus subsp. kerneri (Sterneck) Soó
- Mimulus alectorolophus Scop.
- Fistularia alectorolophus (Scop.) Wettst.
- Alectorolophus grandiflorus subsp. hirsutus Celak.
- Alectorolophus medius (Rchb.) Dalla Torre & Sarnth.
- Rhinanthus alectorolophus subsp. medius Schinz & Thell.
- Rhinanthus villosus Pers.
- Rhinanthus alectorolophus subsp. kerneri P.Fourn.
- Rhinanthus major subsp. hirsutus Nyman